# カムペー
カムペー（CampeまたはKampê, カンペー）とは、ギリシア神話に登場する女の怪物である。かつてタルタロスにはヘカトンケイル族やキュクロープス族が幽閉されており、カムペーはその番人をしていた。ゼウスはティーターノマキアーの時この2巨人族を味方につけるためにカムペーを殺し、彼等を解放した。カムペーの姿に関しては、上半身は人間の女で、下半身はざらざらした鱗で覆われた海の生物で、長くて先の曲がった爪を持ち、頭上では猛毒の蛇が動き回り、背中には毒針を持った蠍がいたといわれている。また、シケリアのディオドーロスは、ディオニューソスがリビュアー地方のザビルナ市に来た際に、地元民を多数殺したカムペーという大地から生まれた怪物を退治したという神話を伝えている。